# Детки против пришельцев
«Детки против пришельцев» (англ. Kids vs. Aliens) — американский научно-фантастический фильм ужасов 2022 года, снятый Джейсоном Айзенером по сценарию Джона Дэвиса и Айзенера. Это второй спин-офф франшизы З/Л/О и полнометражная адаптация «Похищения инопланетянами на пижамной вечеринке», отрывка из антологического фильма ужасов 2013 года З/Л/О 2.
Мировая премьера фильма состоялась на Fantastic Fest 23 сентября 2022 года, а 20 января 2023 года он был выпущен в США компаниями RLJE Films и Shudder.

## Сюжет
В поисках места для вечеринки в честь Хэллоуина подростки Билли, Даллас и Триш издеваются над юными друзьями Гэри, Джеком и Майлзом, пока дети снимают домашний фэнтезийный фильм со старшей сестрой Гэри Самантой в сарае. Билли перестает приставать к мальчикам только тогда, когда он, по-видимому, проявляет интерес к Сэму, который влюбляется в Билли. Гэри ломает руку во время записи сцены борьбы для фильма. Из-за того, что Гэри получил травму во время её наблюдения, богатые родители дуэта задержали Сэма, прежде чем оставить братьев и сестер одних дома в фильме, чтобы она могла начать искать более взрослый образ, который мог бы произвести впечатление на Билли.
Билли снова преследует троих друзей, когда приходит навестить Сэма. Тайно ухаживая за ней, чтобы использовать дом для своей вечеринки, Билли делает вид, что ценит интересы Сэма к фигуркам и борьбе. Сэм и Билли начинают целоваться на её кровати, но их прерывают мальчики, когда они ворвались, чтобы преследовать Билли. Затем мальчиков прерывает громкий шум и свет снаружи, что Сэм считает ещё одной шуткой Гэри. Сэм называет её брата неудачником и говорит ему «повзрослеть». Билли убеждает Сэма устроить вечеринку в честь Хэллоуина, пока её родители в отъезде, утверждая, что хочет показать её своей новой девушкой. Пока Гэри, Джек и Майлз тайно шпионят за праздником с помощью камеры дрона, Билли и его друзья намеренно громят дом. Сэм пытается выгнать неуважительных тусовщиков, из-за чего Билли начинает ей угрожать физически.
Гэри, Джек и Майлз прерывают вечеринку, захватив телевизор, чтобы передать сообщение, призывающее Сэма изменить свою личность, чтобы обратиться к Билли. Гэри также показывает Триш кадры, на которых Билли высмеивает Сэма перед тем, как помочиться на всю спальню Сэма, что доводит Сэма до слез. Билли выхватывает мальчиков из их укрытия и выводит их избивать на глазах у всех. Инопланетные существа, ранее замеченные в нападении на трех рыбаков на борту лодки, внезапно ворвались в дом. Завсегдатаи вечеринок бегут, а Гэри, Джек, Майлз, Билли, Даллас и Триш взяты в плен. Сэм избегает захвата, забаррикадировавшись в своей спальне.
Как только берег очищается, Сэм надевает костюм для подводного плавания, в котором она плывет под водой к космическому кораблю пришельцев, затопленному в озере за её домом. Пробравшись в корабль, Сэм становится свидетелем того, как инопланетяне используют яму со слизью, чтобы расплавить Триш, что, как позже предполагает Гэри, это то, как инопланетяне создают топливо для своего корабля. Другой тип слизи мутирует Далласа в существо с острыми когтями. Вооружившись необычным мечом, который она нашла, Сэм убивает нескольких инопланетян, чтобы спасти своего брата, прежде чем он сможет быть покрыт слизью. Когда Даллас преследует его, Билли крадет костюм для подводного плавания, чтобы спастись и вернуться на поверхность. Сэм все же убегает вместе с тремя мальчиками, заставляя всех затаить дыхание, прежде чем всплыть на поверхность.
Сэм, Гэри, Джек и Майлз возвращаются в дом и обнаруживают, что Билли надежно заперся внутри. Даллас все ещё вырывается через окно, чтобы возобновить преследование Билли, в то время как Сэм и мальчики убегают на своих велосипедах. В перерывах между новыми встречами с инопланетянами Гэри и Сэм примиряются. Сэм, Гэри, Джек и Майлз ищут убежища в сарае, где они снимали свой фильм. Билли, который тоже пошёл в сарай, чтобы спрятаться, внезапно берет Сэма в заложники своим мечом. Трое мальчиков нападают на Билли, чтобы Сэм мог освободиться, но Билли серьёзно ранит Джека, вонзив ему меч в живот. Пока Майлз присматривает за Джеком, внезапное прибытие Далласа разбрасывает Билли, Сэма и Гэри. Даллас в конечном итоге убивает Билли, прежде чем братья и сестры наконец побеждают Даллас.
Притягивающий луч инопланетного корабля начинает тянуть Гэри в небо. По предложению Джека Майлз зажигает фейерверк, который друзья построили для грандиозного финала своего фильма. Установка тоже затягивается в небо, а её последующий взрыв уничтожает корабль и спасает Гэри. Поскольку Джек едва цепляется за жизнь, Сэм, Гэри и Майлз начинают торопить его в безопасное место, пока их не окружает ещё больше инопланетян. Вооруженные солдаты неизвестной организации внезапно убивают всех существ из автоматического оружия. Неожиданно солдаты затем забирают меч, берут детей в плен и транспортируют их в секретное место, где их помещают в стазис, пока не прибудет другой космический корабль.
В сцене после титров ещё один инопланетянин вошёл в разрушенный дом Сэма и Гэри, пока не пришли их родители, не зная, что на самом деле произошло. Инопланетянин приходит сзади неё и нападает на неё, используя ту же слизь, которая мутировала в Даллас.

## В ролях
- Доминик Мариш, как Гэри
- Фиби Рекс в роли Саманты
- Калем Макдональд, как Билли
- Ашер Грейсон, как Джек
- Бен Тектор в роли Майлза
- Эмма Викерс в роли Триш
- Исайя Форчун в роли Далласа
- Джонатан Торренс, как отец
- Джессика Мари Браун в роли мамы

## Производство
В декабре 2021 года Bloody Disgusting анонсировала фильм «Детки против пришельцев», режиссёром которого выступил Джейсон Айзенер, а сценарий написал Джон Дэвис и Айзенер. Также сообщалось, что в фильме сыграют Доминик Мариш, Калем Макдональд, Фиби Рекс, Ашер Грейсон, Бен Тектор, Эмма Викерс и Исайя Форчун.

### Съемки
Основные съемки фильма начались в декабре 2021 года в Новой Шотландии.

## Выход картины
Премьера проекта «Детки против пришельцев» состоялась на Fantastic Fest 23 сентября 2022 года, а 20 января 2023 года он был выпущен компаниями RLJE Films и Shudder.

## Восприятие
Картина получила неоднозначные отзывы критиков. На сайте-агрегаторе рецензий Rotten Tomatoes 58% из 40 рецензий критиков положительные, со средней оценкой 5,4/10. Консенсус веб-сайта гласит: «Детки против пришельцев иногда приближаются к тому, чтобы предложить глупое развлечение, обещанное названием, хотя конечный результат в конечном итоге довольно легко забывается». Metacritic, который использует средневзвешенное значение, присвоил фильму оценку 51 из 100 на основе восьми критиков, что указывает на «смешанные или средние» отзывы.

## Возможное продолжение
В сентябре 2022 года Айзенер выразил заинтересованность в разработке сиквелов «Детки против пришельцев», подтвердив при этом, что их реализация зависит от того, будет ли успешен первый фильм.